# Autovía de los Viñedos
La autovía de los Viñedos ( CM-42 ) es una autovía de España de doble calzada y sentido que discurre por Castilla-La Mancha y enlaza Toledo con Tomelloso.
Sigue el trazado de la antigua  C-400  entre Toledo y Tomelloso, aunque esta carretera continúa con doble sentido hasta Sotuélamos, donde conecta con la  N-430  hacia Albacete.
En su inicio, es continuación de la autovía  A-42 , que comunica con otras autovías y autopistas como  A-40  y  AP-41 .
En Madridejos comunica con la  A-4  y en Tomelloso con la  A-43 , constituyendo la vía de comunicación principal entre Toledo y Albacete a través del itinerario A-43->AP-36 (tramo libre de peaje) ->A-31. También es utilizada por los veraneantes madrileños que evitan la A-3 o AP-36 a través de A-42->CM-42->N-430 y a partir de ahí Alicante (A-31) , Murcia (A-30) o Valencia (A-35 o N-322 y A-3). También se puede optar en Munera por tomar la CM-313 hasta Hellín y seguir por A-30 a Murcia y A-7 a Alicante. También es utilizada como alternativa a la R-4, haciendo AP-41->CM-42->A-4
Todo su trazado discurre por la comunidad autónoma de Castilla-La Mancha y, además, fue completamente financiada por la Junta de Comunidades de Castilla-La Mancha.
Su recorrido completo entró en servicio en diciembre de 2005. Atraviesa los municipios de Burguillos de Toledo, Nambroca, Almonacid de Toledo, Mora, Consuegra, Madridejos, Camuñas, Villafranca de los Caballeros, Herencia, Alcázar de San Juan (incluida la pedanía de Alameda de Cervera) y Tomelloso.

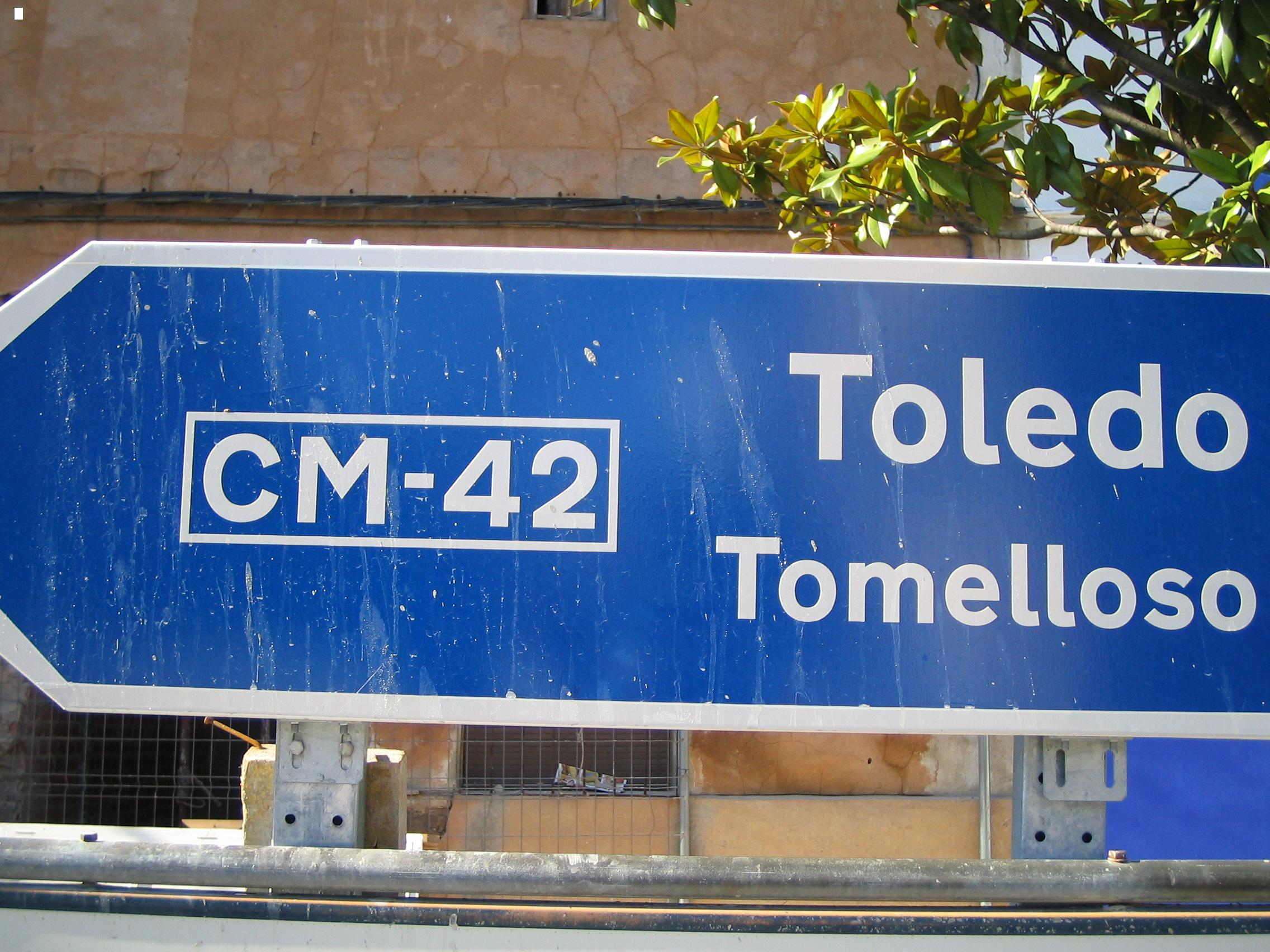
Cartel en Camuñas

## Tramos
| Denominación | Tramo                                  | Año servicio | km   |
| ------------ | -------------------------------------- | ------------ | ---- |
| CM-42        | A-42 CM-40 Burguillos de Toledo - Mora | 2005         | 27   |
| CM-42        | Mora - Consuegra A-4                   | 2005         | 25,4 |
| CM-42        | A-4 Consuegra - Tomelloso A-43         | 2005         | 74,6 |

## Recorrido
| Número de Salida | Nombre de Salida                                                     | Carretera que enlaza |
| ---------------- | -------------------------------------------------------------------- | -------------------- |
|                  | COMIENZO DE LA AUTOVÍA Continuación de la Autovía de Toledo          | A-42                 |
| 2                | Sonseca - Ciudad Real Ronda Suroeste de Toledo                       | N-401 CM-40          |
| 4                | Nambroca (Oeste)                                                     | CM-4059              |
| 7                | Nambroca (Sur) Almonacid                                             | CM-4019              |
| 14               | Almonacid de Toledo                                                  | CM-4019              |
| 19               | Mascaraque Mora (Norte) Villaminaya                                  | CM-4022 CM-4018      |
| 21               | Área de servicio                                                     |                      |
| 24               | Mora Orgaz Tembleque                                                 | CM-410               |
| 27               | Manzaneque Los Yébenes Mora (Sur) Vía de servicio                    | CM-4017              |
| 32               | Manzaneque Vía de servicio Sólo sentido Toledo                       | TO-2231-V            |
| 39               | Turleque Vía de servicio                                             | CM-4056              |
| 53               | Consuegra (Norte) Urda                                               | CM-4116              |
| 56               | Área de servicio Temporalmente fuera de servicio                     |                      |
| 59               | Consuegra (Este) Madridejos (Oeste)                                  |                      |
| 63A              | Puerto Lápice Córdoba                                                | A-4                  |
| 63B              | Madrid Madridejos (Este)                                             | A-4                  |
| 69               | Camuñas                                                              |                      |
| 79               | Villafranca de los Caballeros Herencia Ciudad Real                   | CM-3001 CM-420       |
| 86               | Área de servicio Temporalmente fuera de servicio                     |                      |
| 89               | Herencia Alcázar de San Juan (Oeste)                                 | CM-3165              |
| 92               | Alcázar de San Juan (Sur) Manzanares                                 | CM-3107              |
| 95               | Alcázar de San Juan (Sur) Campo de Criptana Cuenca                   | CM-420               |
| 100              | Campo de Criptana                                                    | CM-3105              |
| 106              | Alameda de Cervera (Norte)                                           |                      |
| 108              | Alameda de Cervera (Sur) Sólo sentido Toledo                         |                      |
| 118              | Tomelloso (Norte)                                                    |                      |
| 121              | Tomelloso (Norte) Pedro Muñoz                                        | CM-3103              |
| 123              | Tomelloso (Norte) Socuéllamos                                        | CM-3102              |
| 127              | Tomelloso (Sur) Manzanares Munera Albacete                           | A-43 CM-313          |
|                  | FIN DE LA AUTOVÍA Villarrobledo Atalaya del Cañavate Vía de servicio | A-43                 |

## Áreas de servicio
- Punto kilométrico 21,000 (Mascaraque)

## Estaciones de servicio
Señalizadas desde ambas calzadas y situadas a menos de 2500 metros de la autovía, en las localidades de:
- Consuegra
- Alcázar de San Juan
- Alameda de Cervera
- Tomelloso